# Marmion Marine Park
Marmion Marine Park är en park i Australien. Den ligger i delstaten Western Australia, omkring 29 kilometer nordväst om delstatshuvudstaden Perth.
Runt Marmion Marine Park är det mycket tätbefolkat, med 1 411 invånare per kvadratkilometer.. Närmaste större samhälle är Scarborough, omkring 19 kilometer sydost om Marmion Marine Park. 
Genomsnittlig årsnederbörd är 820 millimeter. Den regnigaste månaden är juli, med i genomsnitt 142 mm nederbörd, och den torraste är januari, med 11 mm nederbörd.